# ST Brda

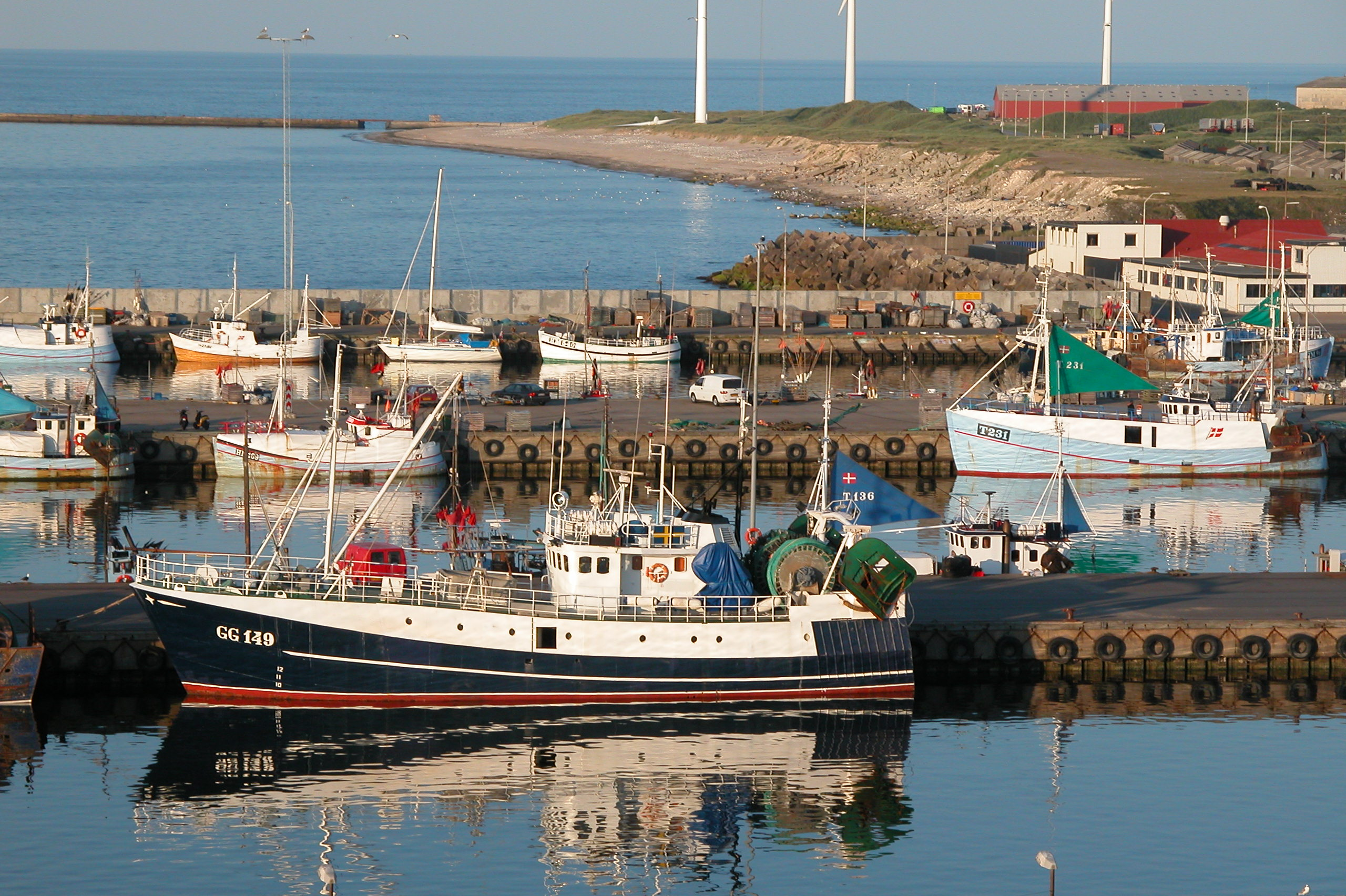
Miejsce zatonięcia- duński port Hanstholm

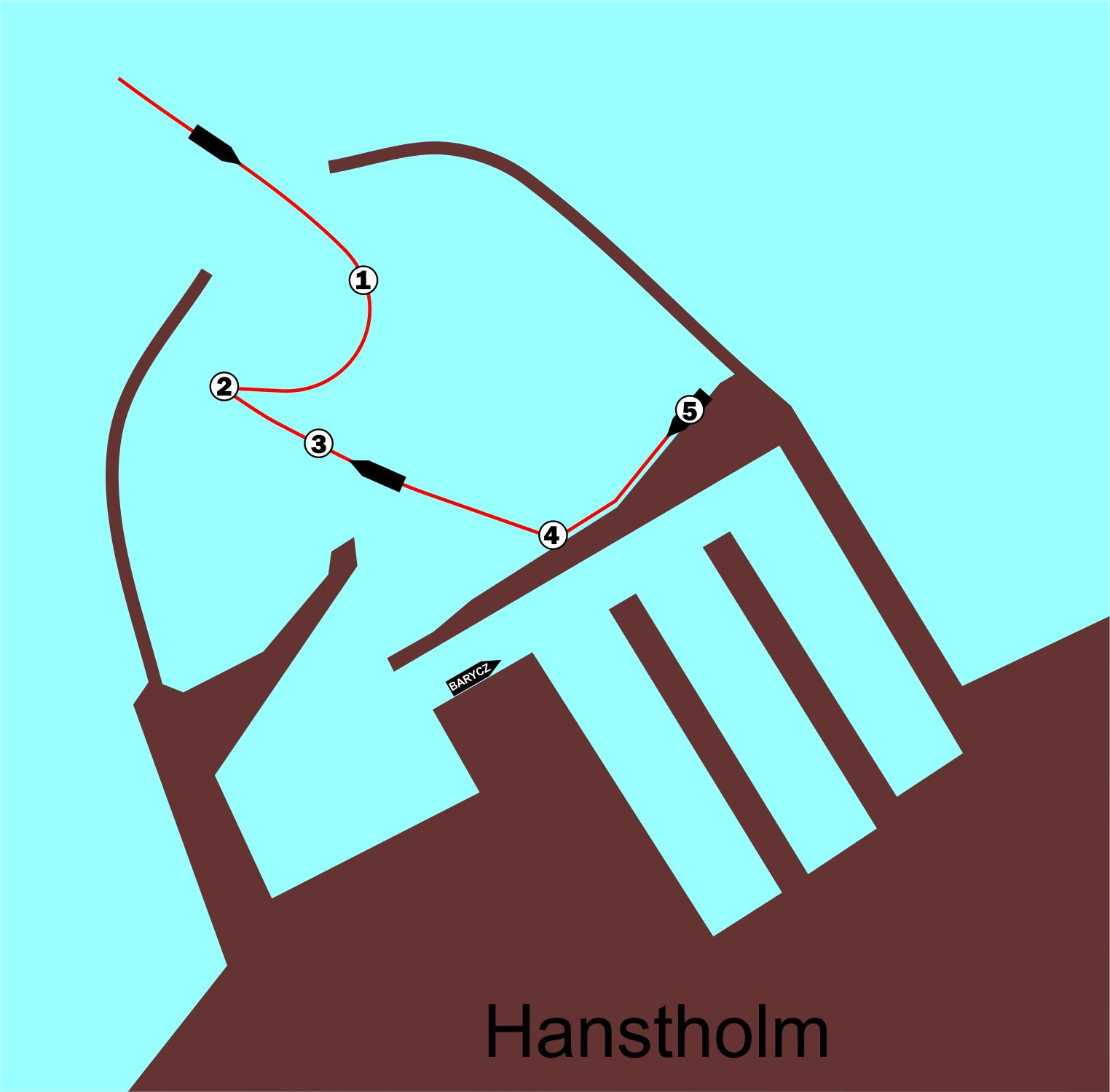
Przebieg zatonięcia ST Brda: 1. zablokowanie steru i zejście z prawidłowego kursu; 2. rzucenie lewej kotwicy i początek dryfu; 3. rzucenie prawej kotwicy; 4. uderzenie rufą w falochron i wywrócenie się statku; 5. pozycja końcowa wraku

ST Brda (GDY-261) – polski trawler typu B10, zbudowany w Stoczni Gdańskiej. Należał do Przedsiębiorstwa Połowów Dalekomorskich i Usług Rybackich Dalmor. Zatonął 10 stycznia 1975 roku wraz z 10 członkami załogi (jedenasta ofiara zmarła w szpitalu na skutek zawału serca) w duńskim porcie Hanstholm.
Katastrofa ST „Brda” jest trzecią najtragiczniejszą – po zatonięciu „Czubatki” w maju 1955 roku (czternaście ofiar – cała Załoga) i „Cyranki” w październiku 1956 roku (dwanaście ofiar) – stratą statku rybackiego w historii polskiej bandery. W roku 1975 przypadek „Brdy” doczekał się upamiętnienia literackiego. Wspomina o niej obszernie Lesław Furmaga w „Krabie i Joannie” (WM 1977, ss. 114-15 i 159-64), zmieniając w swej opowieści nazwę statku utraconego na „Parsentę” (!), a nazwę „Baryczy” – na „Łagów”. Stanisław Goszczurny opisał w dwóch swoich książkach losy kapitanów „Brdy” i „Baryczy” (A. Zielińskiego i Z. Palimąki), zmieniając oba nazwiska.

## Przyczyny katastrofy
Na łowiącym na Morzu Północnym ST Brda zachorował na zapalenie ucha środkowego pierwszy oficer. Chory był również radiooficer. Próby leczenia streptomycyną dostępną na statku (zlecenie wydał lekarz z Gdyni konsultujący przez radio) nie przyniosły skutku. W tej sytuacji kapitan statku otrzymał polecenie zawinięcia do portu i przekazania chorującego na ląd.
Statek dopłynął w pobliże portu wieczorem i mimo wysokiego stanu morza zdecydował się na próbę wpłynięcia. Podczas wpływania do portu statek został zniesiony przez prąd na lewo od toru wodnego w stronę główki falochronu i uderzył o dno, co doprowadziło do uszkodzenia steru i jego zablokowania w pozycji prawo na burt. W tej sytuacji kapitan Andrzej Zieliński rzucił obie kotwice. Kotwice zostały rzucone nie jednocześnie, lecz najpierw jedna z prawej burty, a później druga. Fakt ten ma znaczenie ze względu na upływ czasu.

## Przebieg katastrofy
Do katastrofy doszło w nocy z 9 na 10 stycznia 1975 r. na redzie portu Hanstholm.
Sztormująca „Brda” zerwała się najpierw z jednej, a potem z drugiej kotwicy. Kapitan nie zdecydował się na ratowanie sytuacji manewrami maszyną. „Brda” zdryfowała rufą na gwiazdobloki falochronu wewnętrznego, obróciła się na nich jak na zawiasie, ustawiła się równolegle do tego falochronu, a następnie położyła na boku nadbudówką na zewnątrz.
Cała 27-osobowa załoga zdołała opuścić wnętrze kadłuba i zgromadziła się w dwóch grupach: na dziobie oraz na śródokręciu w okolicach mostka.

## Akcja ratunkowa
Jeszcze stojąc na kotwicach kapitan Brdy poprosił kapitana portu o holowniki. Port Hanstholm nie dysponował etatowymi holownikami i statkami ratowniczymi (Izba Morska uznała to za zaniedbanie kierownictwa), więc holowania podjął się duński trawler przebywający w porcie. Wypłynięcie tego statku uległo opóźnieniu, bo wpierw negocjowano warunki zapłaty za akcję ratowniczą. Wcześniej proponowano podjęcie załogi, na co nie chciał się zgodzić kapitan „Brdy” – nie zdążono przed katastrofą dojść do porozumienia.
Próbował także prosić o pomoc siostrzany statek „Barycz” przebywający w porcie, ale jego kapitan odmówił wypłynięcia motywując to zmęczeniem załogi po długim rejsie.
W momencie zerwania się „Brdy” z kotwicy załoga „Baryczy” proponowała kapitanowi, aby natychmiast wypłynął w celu próby ratowania załogi „Brdy”, ale ten odmówił.
Wezwany helikopter ratowniczy podjął najpierw siedmioosobową grupę z dziobu. W czasie odstawiania jej na ląd około godziny 1.30 wielka fala sztormowa uderzyła w kadłub i zmyła z niego pozostałą grupę 10 członków załogi między kadłub a falochron, na zalane mazutem łamacze fal.
Duńczycy i załoga „Brdy” próbowała udzielić pomocy rozbitkom z falochronu, lecz żadnego ze zmytych marynarzy nie udało się uratować, ponieważ siła fal była tak wielka, że marynarze zginęli rozbici o betonowe bloki, a z wody wydobyto tylko pięć okaleczonych ciał. Z pozostałej części załogi podjętej przez śmigłowiec jeden z uratowanych zmarł w szpitalu na atak serca.
Wrak „Brdy” został w ciągu niedługiego czasu po katastrofie doszczętnie rozbity przez morze.
Katastrofa „Brdy” jest trzecią – po zatonięciu „Czubatki” w maju 1955 roku (czternaście ofiar – cała Załoga) i „Cyranki” w październiku 1956 roku (dwanaście ofiar) – najtragiczniejszą stratą statku rybackiego w historii polskiej bandery. W roku 1975 przypadek „Brdy” doczekał się swojej wersji literackiej. M.in. wspomina o nim obszernie Zdzisław Furmaga w „Krabie i Joannie”, zmieniając w swej opowieści nazwę statku utraconego na „Parsentę” (!), a nazwę „Baryczy” – na „Łagów”. Stanisław Goszczurny opisał w dwóch swoich książkach losy kapitanów obu statków (A. Zielińskiego i Z. Palimąki), zmieniając oba nazwiska.

## Konsekwencje prawne
Kapitan „Brdy” został uznany przez Izbę Morską za winnego katastrofy, a kapitan „Baryczy” za winnego nieudzielenia pomocy załodze „Brdy” (nie chodziło o niepodjętą próbę holowania, tylko o nieudzielenie pomocy w trakcie katastrofy). Podobne wyroki zapadły później w sądzie, obaj kapitanowie skazani zostali na kary z warunkowym zawieszeniem ich wykonania.
Izba Morska w Gdyni uznała za błąd próbę nocnego wejścia do nieznanego sobie dobrze portu w sytuacji, gdy stan pierwszego oficera pozwalał na czekanie do rana, a warunki hydrograficzne w porcie Hanstholm były ciężkie. Za poważny błąd uznała również niepodjęcie próby ratowania statku maszynami po zerwaniu z kotwicy.
Izba Morska uznała winę kapitana, który niewłaściwie prowadził nawigację schodząc z linii nabieżnika portowego. Ponadto według map portu głębokość wody była większa o kilka metrów niż w rzeczywistości, ale i tak wystarczająca dla zanurzenia statku – jednakże kierownictwo portu rzadko uaktualniało mapy w przypadku miejsc poza wyznaczonymi torami wodnymi, co wiązało się z tym, że mogły tam znajdować się miejsca o znacznie mniejszej głębokości.